# Fobos (mitologia)
Segons la mitologia grega, Fobos (en grec antic Φόϐος, 'pànic') va ser una divinitat que personificava la por i el terror. Se'l fa fill d'Ares i d'Afrodita. El seu equivalent en la mitologia romana és Pavor.
Acompanyava el seu pare Ares, déu de la guerra, a la batalla juntament amb el seu germà Deimos i la deessa Enió. Incitava els combatents a fugir. Els dos germans eren els aurigues del déu de la guerra. La figura de Fobos és sovint representada com si tingués un lleó o un cap de lleó i de vegades amb ulls espurnejants de foc.
Aquells que adoraven Fobos sovint feien sacrificis en el seu nom. El seu temple principal era a Esparta i els espartans hi anaven a pregar abans d'anar a la batalla. La paraula fòbia, etimològicament ve del déu Fobos.

## Astronomia
Asaph Hall, descobridor de les llunes de Mart, Fobos i Deimos, la va anomenar Fobos, ja que el nom romà d'Ares és Mart, així els seus dos satèl·lits porten el nom dels seus dos fills.